# 波特溫 (堪薩斯州)
波特溫（英語：Potwin）是一個位於美國堪薩斯州巴特勒縣的城市。

## 地方資料
根據2020年美國人口普查的數據，波特溫的面積為0.61平方千米，當中陸地面積為0.61平方千米，而水域面積為0.00平方千米。當地共有人口421人，而人口密度為每平方千米690.16人。